# Синьки
Си́ньки — село в Благовіщенській громаді Голованівського району Кіровоградської області України. Населення становить 1292 осіб.

## Географія
Селом протікає річка Синька, ліва притока Синиці

## Історія
За народними переказами, назва села пішла від полів, на яких зростали сині квітки петрового батога.
За розповідями старожилів, зафіксованими наприкінці XIX століття, село утворилося з окремих хуторів, які називалися Синіми. Це сталося у другій половині XVIII століття.
Маєток був власністю графів Потоцьких, з яких останнім був Михайло Потоцький. Далі село перейшло до Строганових та Удільного відомства.
У часи Російської імперії село входило до Балтського повіту Подільської губернії, лежало на межі з Уманським повітом Київської губернії.

### Історія храмів
Перший у селі храм був дерев'яним. Його збудували 1763 року та освятили на честь Покрови Пресвятої Богородиці. Цей храм скасували у зв'язку із зведенням нової церкви.
Новий храм освячено 1885 року. Його споруджено за зобов'язанням колишнього власника маєтку графа Михайла Потоцького. Вартість будівництва — 2700 рублів. Новий храм кам'яний, однобанний, із дзвіницею. Іконостас одноярусний. Над престолом влаштовано сінь. На пам'ять про коронування російського імператора Олександра III парафіяни придбали для церкви ікону святого Олександра Невського.
Із священиків у Синьках найдовше — 48 років (у 1814—1862 роках) — служив Іоанн Васильович Філіпський. Він навчався в Умані «в училищах польських базиліан».

### Заснування школи

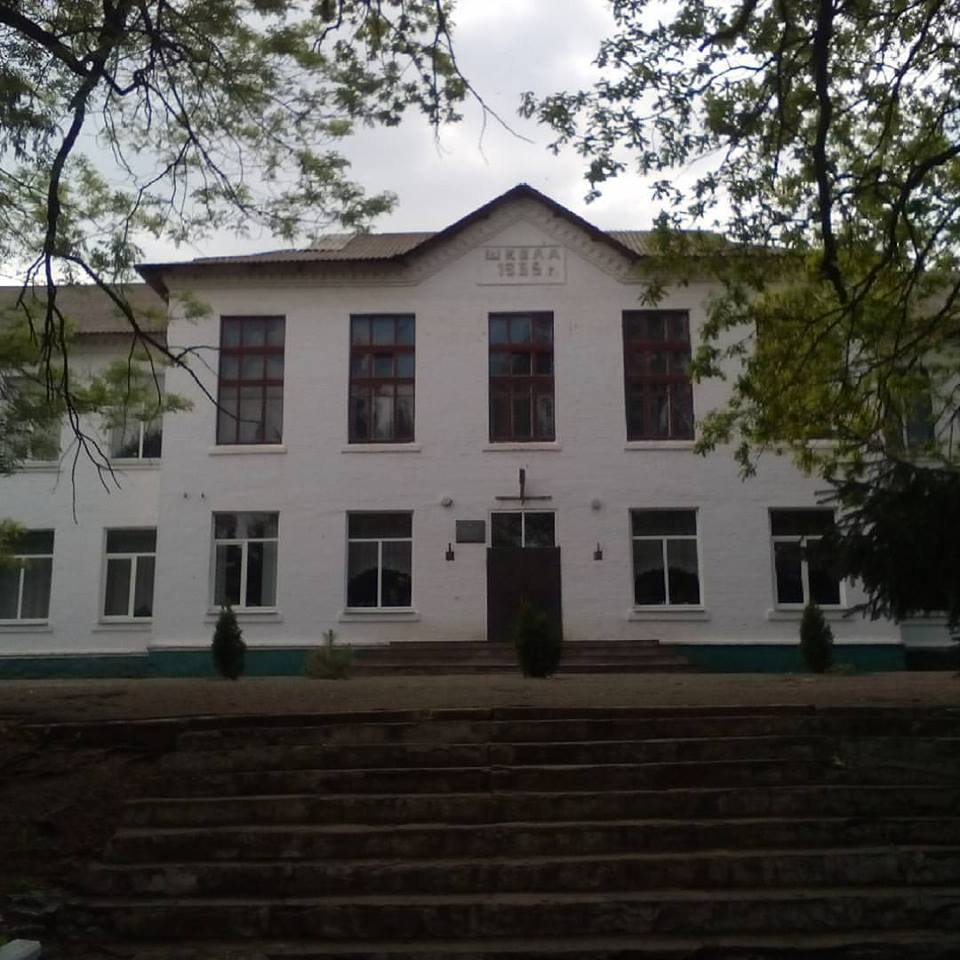
Сучасна школа збудована 1956 року

1870 року в Синьках відкрито церковну школу. Вона розміщувалася в приміщенні сільської розправи (суду). 1887 року школу перетворили на церковнопарафіяльну, від 1898 року вона розміщувалася у власному приміщенні.

### У радянські часи
У радянські часи в селі було спочатку сім, а потім залишилося чотири колгоспи: «Жовтня», імені Кагановича, імені Петровського та «Сахалін».
1938 року колгосп імені Котовського за успіхи в розвитку сільського господарства нагороджено орденом «Знак Пошани» та премійовано легковою автомашиною. Чотири колгоспи села були учасниками Всесоюзної сільськогосподарської виставки 1939 і 1940 років.
800 мешканців села воювали на фронтах німецько-радянської війни, 285 з них загинуло. Колгоспник К. М. Маланич в роки окупації зберіг нагороду колгоспу — орден «Знак Пошани».
У 1960-х роках колгоспи об'єдналися в колгосп «Батьківщина».
За даними 1972 року, в селі розміщувалася центральна садиба колгоспу «Батьківщина», за яким було закріплено 4701 гектарів сільськогосподарських угідь, зокрема 4625 гектарів орної землі. Виробничим напрямом господарства був зерно-буряковий, було розвинуте м'ясо-молочне тваринництво та птахівництво. За сумлінну працю 26 трудівників нагороджено орденами й медалями, серед них орденом Леніна — комбайнер І. І. Фіщенко, орденом Жовтневої Революції — бригадир тракторної бригади М. П. Сандецький.
За даними 1972 року, в середній школі 34 вчителі навчали 400 дітей, був будинок культури на 500 місць, два клуби, дві бібліотеки з фондом 18 тисяч книг, медична амбулаторія, пологовий будинок на 35 ліжок, дитячі ясла тв садок, три їдальні, стадіон. У розташованому в центрі Синьок парку встановлено пам'ятник Леніну. Тоді ж у селі діяли дві організації Комуністичної партії Радянського Союзу, які об'єднували 59 комуністів, та дві комсомольські організації, в яких було 82 члени ВЛКСМ.
У 1970-х роках місцевий колгосп об'єднано із господарством з села Вільхове імені Ульянова. Наприкінці 1980-х років їх роз'єднали. В селі було 3 дитсадочки та 3 школи, пологовий будинок.
Населення однієї частини села в основному польського походження, а іншої — українського.

## Населення
Згідно з переписом УРСР 1989 року чисельність наявного населення села становила 1552 особи, з яких 647 чоловіків та 905 жінок.
За переписом населення України 2001 року в селі мешкали 1292 особи.

### Мова
Розподіл населення за рідною мовою за даними перепису 2001 року:
| Мова       | Відсоток |
| ---------- | -------- |
| українська | 96,98 %  |
| російська  | 2,01 %   |
| вірменська | 0,46 %   |
| болгарська | 0,08 %   |
| молдовська | 0,08 %   |
| інші       | 0,39 %   |

## Відомі люди
У селі, в маєтку свого діда Закревського 8 грудня 1821 року народився російський поет Микола Некрасов, хрестили його в полковій церкві в містечку Немирів, де служив його батько, капітан Олексій Некрасов, оскільки в самих Синьках того часу була лише греко-католицька церква, а не православна, тому помилково місцем народження М. О. Некрасова вважався (і вважається дотепер) Немирів[джерело?].

## Галерея

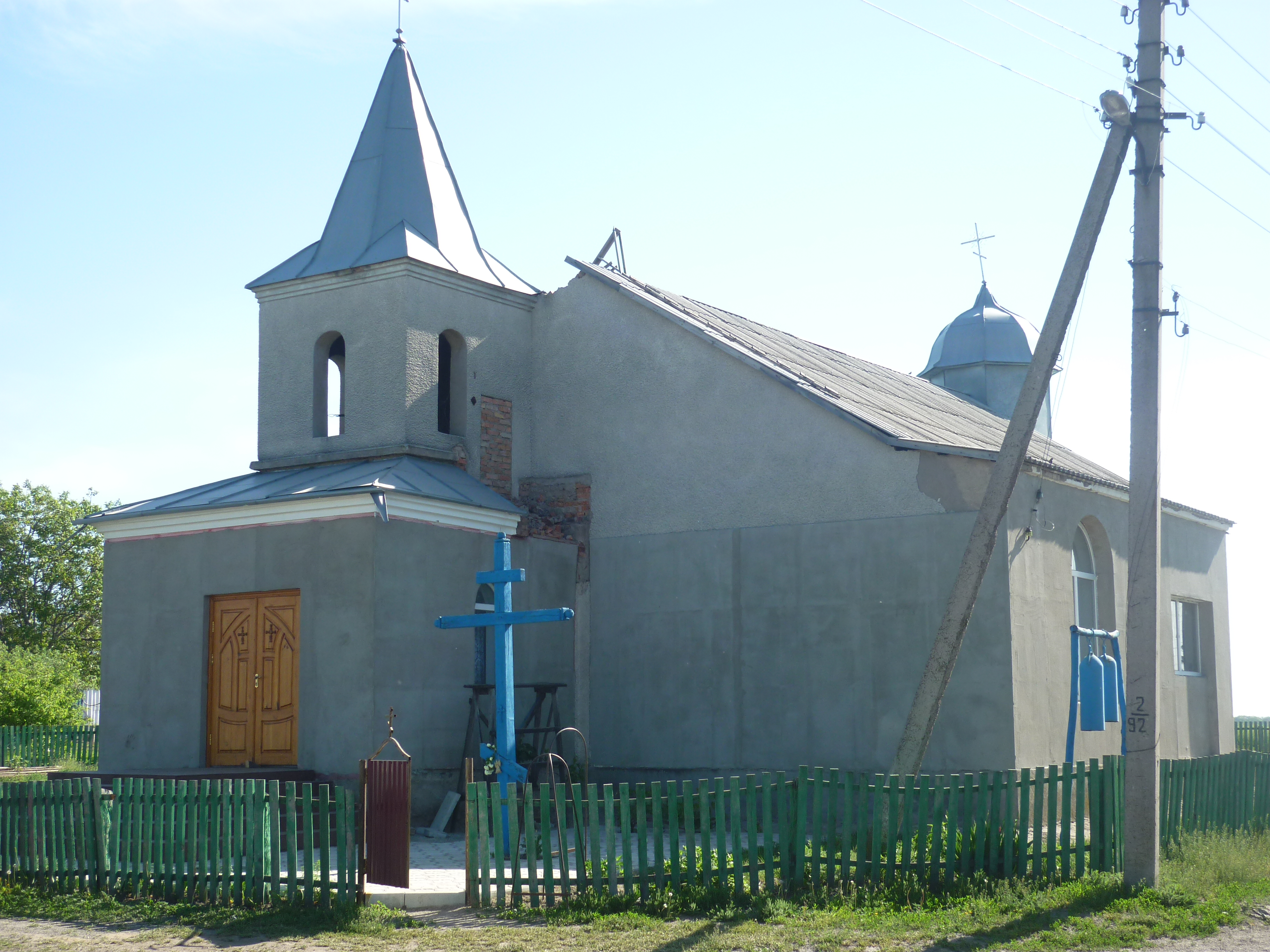
Сільська церква
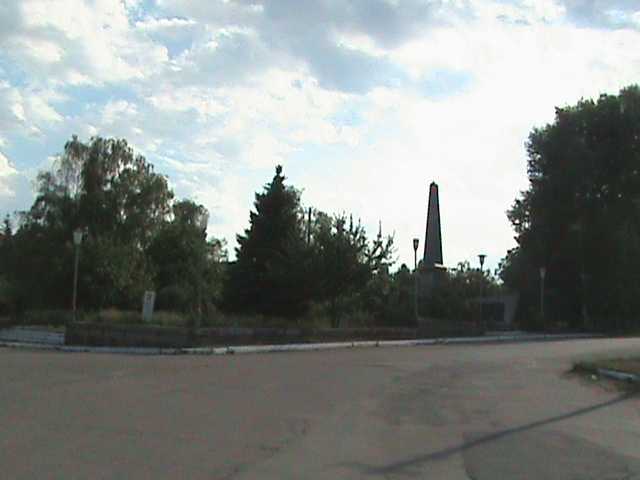
Монумент слави
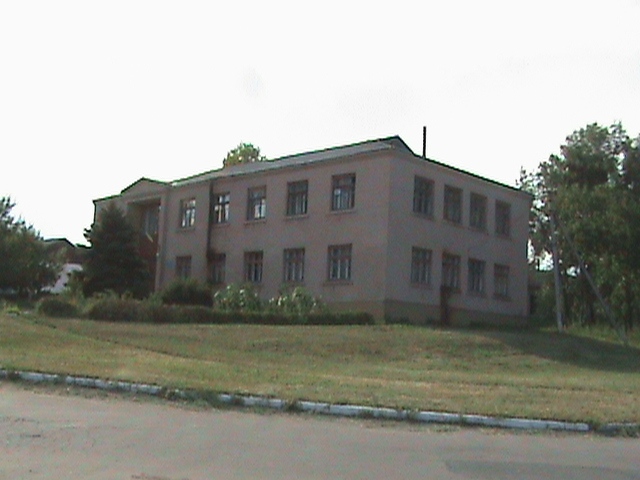
Сільська рада
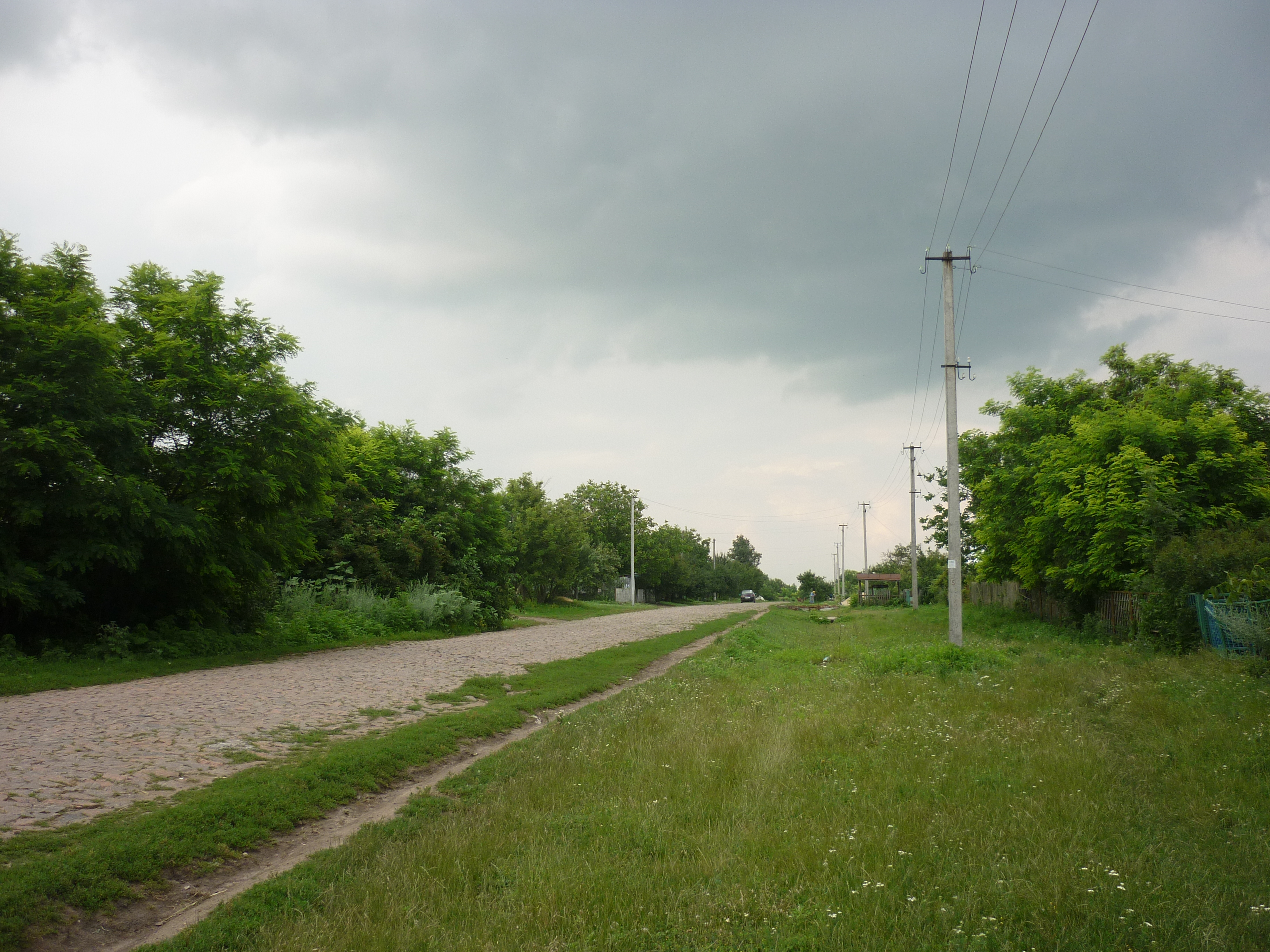
Центральна вулиця
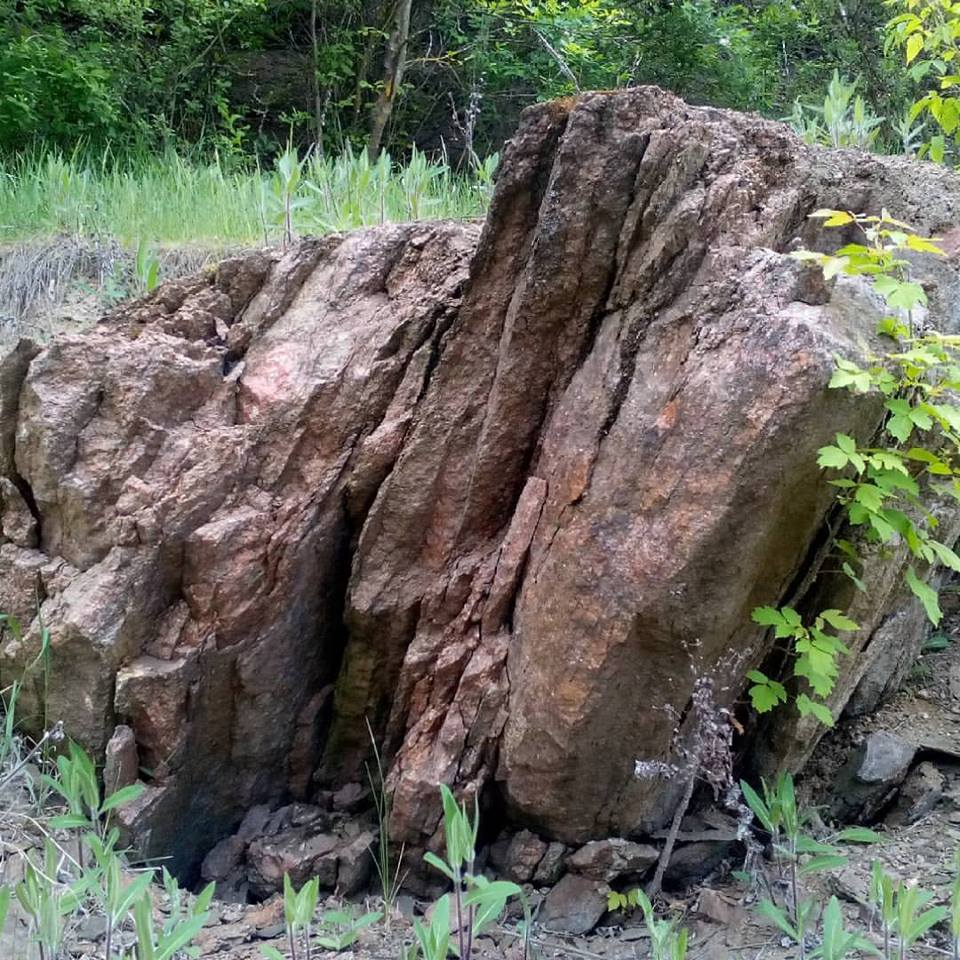
Залишки гранітного кар'єру